# CR Group
CR Group, tidigare C-Resiliens, är ett företag som tillhandahåller säkra kommunikationslösningar anpassade för, i första hand, försvar och myndigheter.
Bolaget har huvudsakligen expertis inom egenutvecklade krypterade kommunikationslösningar, cybersäkerhet och härdade nätverk för uppdragskritiska insatser och är den största oberoende leverantören av säker kommunikation i Europa och den femte största godkända leverantören av krypteringsutrustning i Europa.

## Historik
Bolaget grundades hösten 2022 av entreprenörerna André Catry, Henrik Dillman, Nils-Olof Ekelöw och Björn Weigel.
Initialt började man med ett dotterbolag, Mollitiam, som hade en molnbaserad tjänst för hemliga nät "as a service", där Myndigheten för Psykologiskt Försvar i en offentlig upphandling valde lösningen för sina behov av hemliga miljöer.
Vi årsskiftet 2022/23 togs två externa investerare in, Formica, som är Stena-familjens family office, och Yanno Capital.
Mars 2023 förvärvades Tutus Data AB, Sveriges enda godkända leverantör av krypteringsutrustning för Begränsat Hemligt/Restricted med bland annat Färist i produktsortementet.
Januari 2024 förvärvades cybersäkerhetsföretaget West Code Solutions AB.
Mars 2025 förvärvades det nederländska krypteringsföretaget FOX Crypto.
I och med förvärvet av FOX Crypto har nu bolaget godkänd krypterad VPN och nyckelhantering för säker kommunikation av sekretessbelagd information som är tillgänglig för SE, NL, EU och NATO-reglerade marknader, från Restricted till Top Secret.